# Inger Støjberg
Inger Beinov Støjberg, née le 16 mars 1973 à Hjerk (da), (Danemark), est une femme politique danoise membre du parti des Démocrates danois (DD).

## Éléments personnels

### Formation et carrière
Née dans une famille d’agriculteurs de la province du Jutland, elle se lance en politique dès le lycée. En 1993, elle obtient son diplôme de l'enseignement secondaire à Mors, puis entame des études supérieures à l'école de commerce de Viborg en 1994. Elle renonce dès l'année suivante afin d'intégrer l'académie de l'information de Viborg, dont elle ressort diplômée en 1999.
Elle commence à travailler comme rédactrice au journal Viborg Bladet, puis devient journaliste indépendante en 2001 et prend la tête de la société Støjberg Kommunikation.

### Vie privée
Elle s'est mariée en 2006.

## Parcours politique

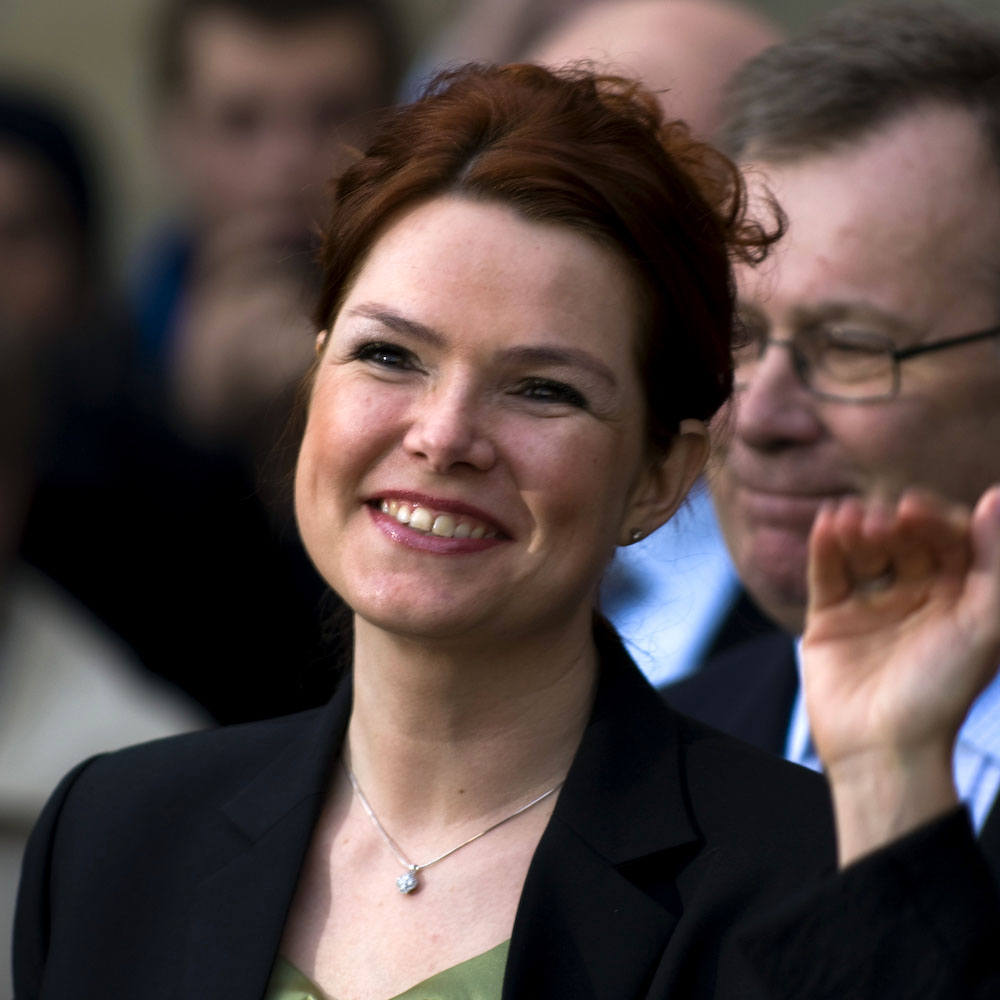
Inger Støjberg lors de sa présentation comme nouvelle ministre de l'Emploi et de l'Égalité des chances.

### Au sein du Parti libéral
En 2005, elle est désignée porte-parole du Parti libéral du Danemark (V) pour l'alimentation, la famille et la consommation jusqu'en 2007. Durant cette même période, elle occupe le poste de porte-parole pour l'égalité. Elle a également été porte-parole pour les affaires politiques pendant deux ans à partir de 2007.
Inger Støjberg a intégré le comité central du parti en 2005.
Elle quitte le parti libéral en février 2021, jugeant les idées de son parti trop molles en matière d’immigration. Elle fonde le parti Démocrates danois, qui opère une percée lors des élections législatives de 2022, obtenant 8,1 % des voix.

### Députée
En 1994, alors âgée de 21 ans, elle est élue au conseil municipal de Viborg. Elle y occupe plusieurs fonctions, notamment celles de vice-présidente de la commission de l'Éducation et de la Culture. Elle entre au Folketing en 2001 et renonce à l'ensemble de ses fonctions municipales l'année suivante.
Elle siège à l'Assemblée parlementaire du Conseil de l'Europe jusqu'en 2005, puis devient vice-présidente du groupe parlementaire libéral. Dans le même temps, elle siège dans diverses commissions parlementaires.

### Ministre
Le 7 avril 2009, Inger Støjberg est nommée ministre de l'Emploi et ministre de l'Égalité des chances dans le gouvernement minoritaire du nouveau ministre d'État Lars Løkke Rasmussen. Lors d'un important remaniement ministériel le 23 février 2010, elle doit renoncer au portefeuille de l'Égalité des chances. Elle conserve son poste jusqu'au la présentation du nouveau gouvernement issu des élections législatives de 2011, le 3 octobre.
En juin 2015, elle est nommée ministre de l'Intégration et du Logement. Elle lance une série de mesures restrictives afin de freiner l’afflux des demandeurs d’asile. Elle met en place notamment un projet de loi ponctionnant les migrants les plus riches afin de financer leur accueil. À la suite de la contestation de l'opposition politique, le seuil d'imposition passe de 400 € à 1840 €. En novembre 2016, elle annonce que le Danemark cesse d'accueillir jusqu'à nouvel ordre les réfugiés proposés chaque année par le Haut commissariat de l'ONU aux réfugiés (HCR) et motive sa décision par la « responsabilité de maintenir la cohésion économique, sociale et culturelle du Danemark ». En novembre 2016, elle perd le portefeuille du logement lors d'un remaniement ministériel. Prônant une attitude ferme vis-à-vis de l'immigration, elle est connue par sa posture politiquement incorrecte assumée et son humour qui font d'elle la ministre préférée des Danois. Elle perd son mandat ministériel en 2019.
En 2021, elle est jugée et condamnée à six mois de prison ferme pour avoir fait illégalement séparer, alors qu'elle était ministre de l'Intégration, des couples de demandeurs d’asile dont les épouses étaient mineures et dont, dans 23 cas, la différence d'âge était peu importante. Elle défend sa position devant le tribunal argumentant que son « but était de protéger les filles ». Le verdict ne peut faire l'objet d'un appel et la peine de prison est inconditionnelle, ce qui signifie qu'elle doit être purgée. Il divise l'opinion et la classe politique. Peu de jours après sa condamnation, elle est déchue de son mandat de députée par le parlement. En dehors de l'extrême droite, la plupart des partis soutiennent son exclusion, y compris son ancien parti des Libéraux qu'elle avait quitté en février. Elle déclare : « Je préfère être expulsée par le Parlement pour avoir essayé de protéger des jeunes filles que d'en être chassée par le peuple danois parce que j'ai regardé ailleurs ». Elle décide aussi de rendre à la reine sa médaille de l'ordre de Dannebrog.
En juin 2022, elle fonde le parti des Démocrates danois. Classé entre la droite et l'extrême droite, il fait son entrée au parlement à la suite des élections législatives de 2022, recueillant 8,12 % des suffrages exprimés,.